# Lotnisko Ypenburg (nieistniejące)
Port lotniczy Ypenburg (niderl. Vliegveld Ypenburg, kod IATA: YPB, kod ICAO: EHYP) – nieistniejące obecnie lotnisko oraz baza wojskowa w Holandii, w prowincji Holandia Południowa, funkcjonujące do września 1992 roku.

## Historia
Lotnisko w Ypenburgu powstało w 1936 r. jako obiekt cywilny na zamówienie haskiego aeroklubu, jednak niedługo później, bo 10 maja 1940 roku przeżyło ono atak ze strony armii niemieckiej. Atak ten został wówczas odparty, ale Niemcy przejęli wkrótce kontrolę nad obiektem. Po zakończeniu II wojny światowej holenderski biznesmen Frits Diepen kupił port i dokonał jego otwarcia w 1947. Rok później Diepen uruchomił tam również własnego przewoźnika: Aero-Holland, ten jednak upadł w 1950 z powodu wypadkowości. Holendrzy wykonywali na lotnisku Ypenburg loty cywilne do 1955 roku. Następnie przez trzynaście lat znajdowała się tam baza wojskowa i w tym też okresie organizowane były na terenie lotniska coroczne pikniki pokazowe o nazwie LuchtvaartShow Ypenburg. Z początkiem lat siedemdziesiątych liczba operacji lotniczych na terenie portu znacząco zmalała, w efekcie czego miejsce to uzyskało nawet przydomek slapende basis (śpiąca baza). Baza zaczęła być wówczas użytkowana głównie przez polityków i rodzinę królewską. 
W 1982 zadecydowano o zamknięciu bazy, jednak dopiero dziewięć lat później została ona całkowicie opuszczona przez holenderskie siły wojskowe. W 1990 Ypenburg zdołał jeszcze odegrać kluczową rolę podczas transportu powietrznego oddziałów i sprzętu z Niemiec do Arabii Saudyjskiej podczas przygotowań do Operacji Pustynna Burza. Wśród ostatnich samolotów, wykonujących kursy z lotniska Ypenburg były więc jednostki militarne. Były także jednostki latające do Kuwejtu jako siły koalicyjne podczas Wojny w Zatoce Perskiej.
Z dawnych obiektów bazy zachowała się jedynie wieża kontroli lotów wraz z centrum dowodzenia. Na pograniczu dzisiejszej Hagi i Nootdorp, przy Brasserskade istniały ponadto budynki militarne. W budynkach tych, po odrestaurowaniu, utworzono Instituut Defensie Leergangen, czyli instytut prowadzący kursy dydaktyczne, działający z ramienia Ministerstwa Obrony.
W 1997 r. na większości terenów portu lotniczego Ypenburg wybudowano pokaźnych rozmiarów osiedle Vinex. Natomiast na obrzeżach lotniska powstały bloki mieszkalne należące do miasta Nootdorp. Drogę startu i lądowania samolotów przekształcono w kanał wodny. Wzdłuż kanału powstała ulica, która obecnie ma identyczną długość jak ów pas i nazwana została Startbaan (pas startowy).

## Galeria

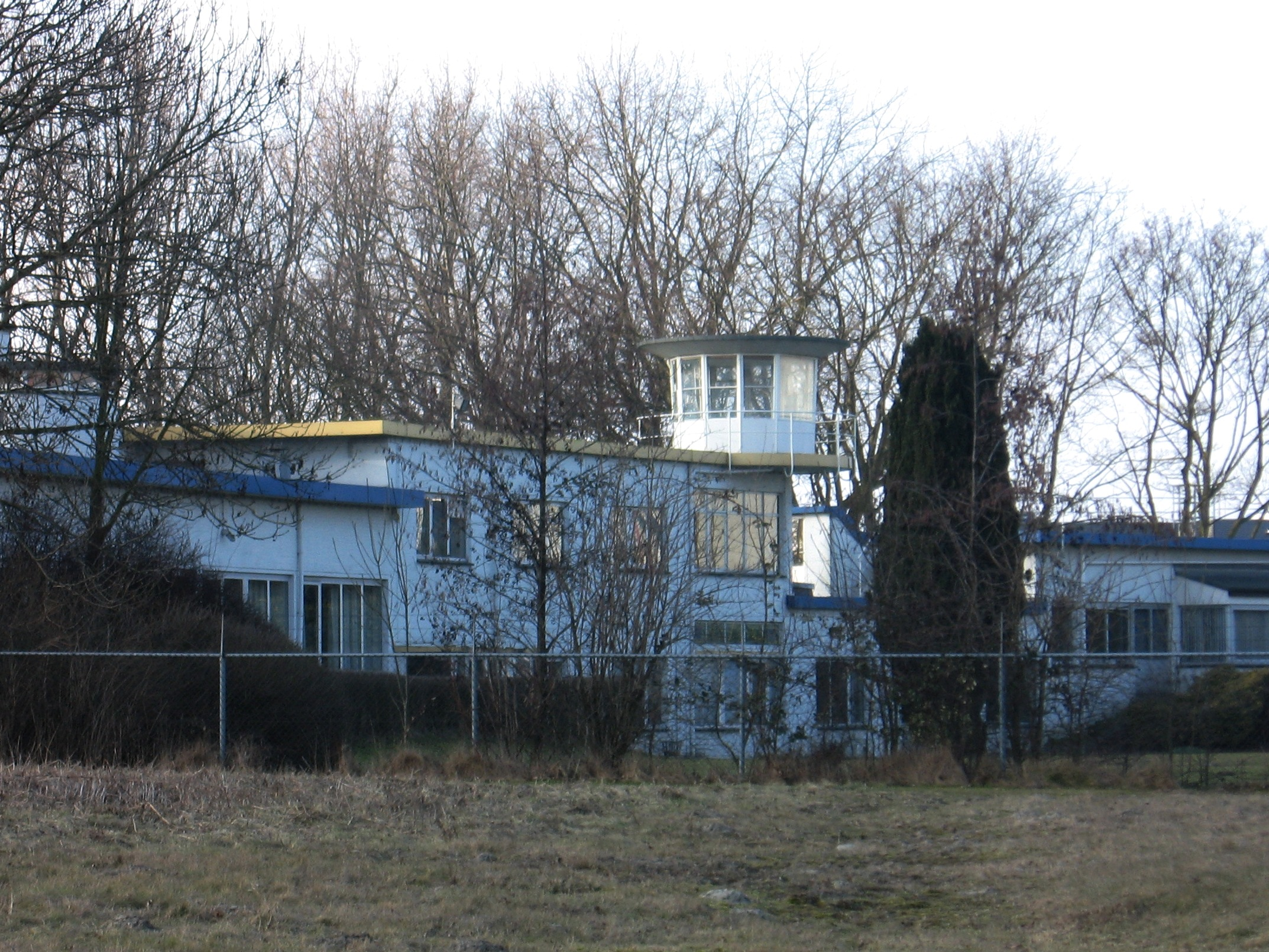
Dawne budynki militarne